# Mari Kiviniemi
Mari Johanna Kiviniemi (Seinäjoki, 27 de setembre de 1968) és una política finlandesa, actual líder del Partit del Centre, i fou Primera Ministra del seu país des del 22 de juny del 2010 fins al 22 de juny de 2011, i fou també, la primera dona de Finlàndia que ha accedit a aquest càrrec. Abans d'ésser nomenada primera ministra havia estat ministra de les carteres d'administració pública i de comerç exterior i desenvolupament. Des de 1995 és diputada al parlament finlandès. Milita en un partit d'ideologia centrista d'on van ser elegida presidenta. Té dos fills, Hanna i Antti. A més de finès parla suec, alemany i anglès.